# Nahalal

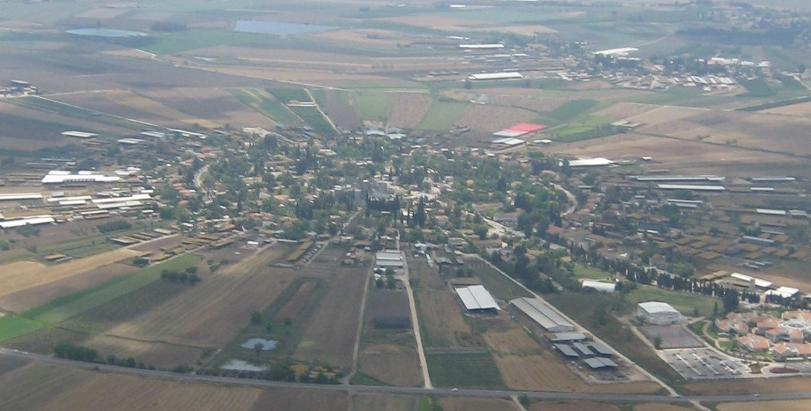
Vista aérea de Nahalal, o mais antigo moshav israelense, fundado por pioneiros sionistas em 1921.

Localizado a meio caminho entre a estrada que liga Haifa a Nazaré Illit, o moshav de Nahalal (em hebraico: נהלל) foi o primeiro a ser fundado em Israel, já em 1921, por pioneiros do movimento sionista que desejavam uma forma de organização social que não fosse nem tão agressivamente injusta como o capitalismo e nem tão radicalmente igualitária como o kibutz dos primeiros anos. Atualmente, entre membros permanentes e população flutuante, conta com pouco mais de 900 habitantes.

## História
O local é mencionado na Bíblia (Josué 15:19, 21:35), assim como na Mishná e no Talmude (nestes últimos com o nome de Mahalul). Estando no centro do fértil Vale de Jizreel, o moshav é um grande centro agrícola, e desde o início tem se destacado como centro educacional de grande qualidade, com renomados colégios técnicos da região norte do país.
Entre os muitos residentes célebres conta-se Moshe Dayan, Amir Pnueli, Yael Dayan e a heroína e poetisa Hannah Szenes (1921-1944), autora dos seguintes versos:
- Meu Deus, meu Deus, que não acabem nunca

A areia e o mar,
O murmurar das águas,
As relâmpagos dos céus,
As orações dos homens.
- אלי, אלי, שלא יגמר לעולם

החול והים
רישרוש של המים
ברק השמים
תפילת האדם